# Drei Prinzipien des Volkes

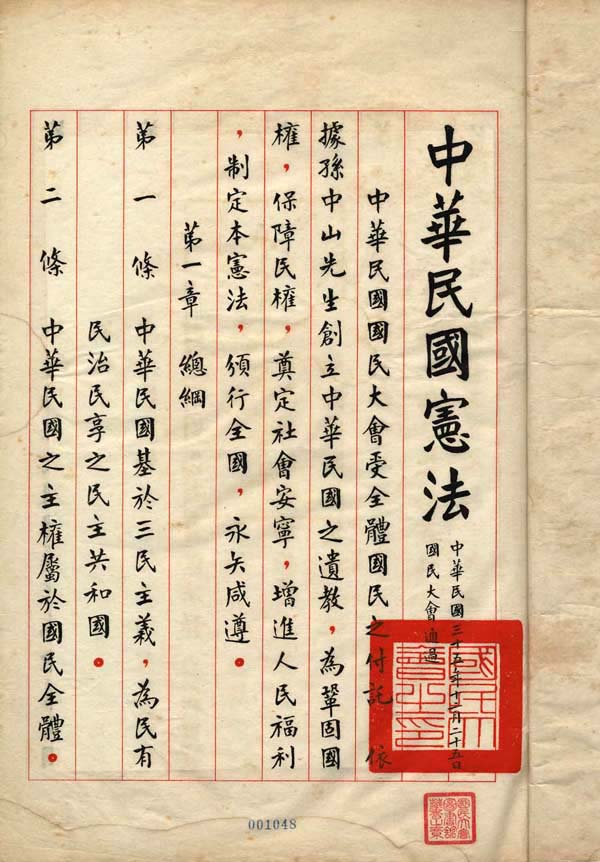
Verfassung der Republik China. In der dritten Spalte von links werden die Drei Prinzipien erwähnt.

Die Drei Prinzipien des Volkes (chinesisch 三民主義, Pinyin sān mín zhǔyì, W.-G. san min chu-i) wurden 1912 von Sun Yat-sen als Wegweiser und politische Philosophie formuliert und später sowohl in der Verfassung wie in der Nationalhymne der Republik China (1912–1949) verankert. In der Republik China (Taiwan) gelten die „Drei Prinzipien des Volkes“ unverändert als politische Leitlinien.

## Prinzip der Volksgemeinschaft
Mit dem Prinzip der Volksgemeinschaft (民族主義,  mínzú zhǔyì,  min-chu chu-i), teilweise auch ungenau als „Nationalismus“ übersetzt, sollte China ein souveräner Nationalstaat werden. In einem ersten Schritt sollte sich dafür aus den fünf großen (Han, Mongolen, Tibeter, Mandschu und Uiguren) und den vielen kleinen Volksstämmen Chinas eine neue chinesische Volksgemeinschaft auf Grundlage der gemeinsamen Kultur und Geschichte entwickeln. In einem zweiten Schritt sollte sich dann das von dieser Volksgemeinschaft getragene China gegen die Kolonialstaaten und die mit ihnen geschlossenen ungleichen Verträge erheben, um ein unabhängiges und gleichberechtigtes Mitglied der Staatengemeinschaft zu werden.

## Prinzip der Volksrechte
Mit dem Prinzip der Volksrechte (民權主義 / 民权主義,  mínquán zhǔyì,  min-chüan chu-i), teilweise auch als „Demokratie“ übersetzt, sollte das chinesische Volk nach westlichem Vorbild als Souverän herrschen, ein Beamtenapparat aber nach chinesischer Tradition die Verwaltung des Staates übernehmen.
Die Herrschaft des Volkes sollte durch die vier Volksrechte (民權 / 民权,  mínquán,  min-chüan) gewährleistet werden: das Recht Beamte zu wählen, das Recht sie abzuberufen, das Recht Gesetze vorzuschlagen und das Recht über Gesetze abzustimmen.
Die Staatsgewalt sollte geteilt und von fünf Räten (院,  yuàn,  yüan) übernommen werden: dem Legislativ-Rat, dem Exekutiv-Rat, dem Judikativ-Rat, dem Kontroll-Rat und dem Prüfungs-Rat. Dabei werden die drei Gewalten Montesquieus um zwei traditionell chinesische ergänzt.

## Prinzip der Volkswohlfahrt
Mit dem Prinzip der Volkswohlfahrt (民生主義,  mínshēng zhǔyì,  min-sheng chu-i) sollte die Hauptaufgabe des Staates beschrieben werden, die Befriedigung der vier großen Lebensbedürfnisse: der Ernährung, der Bekleidung, der Wohnung und des Verkehrs aller Bürger.